# Aegiphila panamensis
Aegiphila panamensis es una especie de plantas con flores perteneciente a la familia Lamiaceae. Se encuentran en Belice, Colombia, Costa Rica, El Salvador, Guatemala, Honduras, México, Nicaragua, Panamá. 

## Descripción
Son arbustos, árboles o bejucos, con un tamaño de 1–10 m de alto; ramitas subteretes a cuadrangulares, algo aplanadas y canaliculadas adaxialmente, 2–8 mm de ancho, menudamente puberulentas con tricomas cortos curvados hacia arriba o glabras. Hojas elípticas, oblongas u oblanceoladas, 7–25 cm de largo y 3.5–10 cm de ancho, ápice acuminado o cortamente cuspidado, base cuneada o aguda, frecuentemente conduplicada o a veces obtusa, glabras o menudamente puberulentas con tricomas cortos curvados hacia arriba, cartáceas o membranáceas; pecíolo menudamente puberulento con tricomas cortos curvados hacia arriba o glabro. Inflorescencia panículas de cimas, terminal o terminal y axilar, la terminal 5–17 cm de largo y 2.5–10.5 cm de ancho, cimas con numerosas flores laxamente arregladas, pedúnculo 2–7.5 cm de largo, pedúnculo, pedicelo y cáliz glabros o puberulentos con tricomas cortos curvados hacia arriba, pedicelo 1–4 mm de largo; cáliz 2–4 mm de largo y de ancho, ápice truncado; corola con tubo 4–7 mm de largo, lobos 2–4 mm de largo. Fruto oblongo o globoso, 7–12 mm de largo y 7–10 mm de ancho, ápice deprimido, glabro; cáliz fructífero cupuliforme, 2–6 mm de largo y 6–10 mm de ancho, ápice entero, ligera a profundamente rasgado, glabro a ligeramente puberulento.

## Hábitat
Crece silvestre pero la especie no es abundante y se desarrolla en tierras bajas de selvas lluviosas, a menudo en terrenos pantanosos. Está tratada en peligro de extinción por pérdida de hábitat. 

## Taxonomía
Aegiphila panamensis fue descrita por Harold Norman Moldenke y publicado en Tropical Woods 25: 14–16. 1931.
Sinonimia
- Aegiphila glandulifera Moldenke
- Aegiphila glandulifera var. paraensis Moldenke
- Aegiphila glandulifera var. peruviana Moldenke
- Aegiphila glandulifera var. pyramidata Moldenke
- Aegiphila laxicupulis Moldenke
- Aegiphila magnifica Moldenke
- Aegiphila magnifica var. pubescens Moldenke
- Aegiphila nigrescens Oerst. ex Moldenke
- Aegiphila paniculata Moldenke
- Aegiphila pendula Moldenke
- Aegiphila pendula var. pendula
- Aegiphila pyramidata Rich. ex Moldenke[3][4]